# Васил Мавродиев
Васил Тодоров Мавродиев е български просветен деец, духовник и революционер, деец на Върховния македоно-одрински комитет и Вътрешната македоно-одринска революционна организация.

## Биография
Роден е в пашмаклийското село Райково, тогава в Османската империя, днес квартал на Смолян, в семейството на Тодор Мавродиев от Райково и Рада Хаджистоянова Кехайова от Чокманово. Родът му е свещенически. Брат е на известния свещеник Никола Мавродиев.
Васил Мавродиев завършва през 1884/1885 година четвърти клас в Пловдивската гимназия и става учител, като работи 22 години. Започва да преподава ксантийските села Кръстополе и Габрово. След това учителства още в Даръдере и най-продължително в родното си Райково.
Същевременно Мавродиев се занимава с революционна дейност и е сред основателите на дружествата на Върховния комитет и революционните комитети в Горно и Долно Райково заедно с Васил Данаилов, Владимир Бочуков, Димитър Мавров.
В края на учебната 1900/1901 година, при Пашмаклийската афера, обвинен в революционна дейност, е арестуван от властите заедно с 40 българи от селата Райково, Устово, Чокманово, Аламидере и Фатово, сред които Димитър Мавров, Коста Ардев и Илия Ковачев. Лежи в затвора до 1903 година, когато е освободен след амнистия.
След освобождението си продължава да се занимава с революционна дейност. Ръководителят Владимир Бочуков е изпратен да разширява дейността и на юг в Беломорието и Васил Мавродиев и Димитър Мавров поемат ръководството на комитета в Долно Райково.
През есента на 1903 година властите отново арестуват Мавродиев за революционна дейност. Той е осъден и лежи в Одринския затвор до 1906 година.
След излизането от затвора, властите му забраняват да преподава и затова на 16 март 1908 година е ръкоположен за свещеник в катедралата „Свети Стефан“ от епископ Неофит Браницки, като служи до края на живота си.